# جان ونبرو
جان ونبرو (انگلیسی: John Vanbrugh, ‎/ˈvænbrə/‎، زاده ۲۴ ژانویه ۱۶۶۴ - درگذشته ۲۶ مارس ۱۷۲۶) معمار و نمایش‌نامه‌نویس اهل انگلستان بوده‌است.
وی که برای طراحی کاخ بلنهایم و قلعه هاوارد شناخته می‌شود نویسنده نمایش‌نامه‌هایی همچون The Relapse (۶۹۶) و The Provoked Wife (۱۶۹۷) نیز بوده‌است، در سال ۱۷۱۴ مقام شوالیه به ونبرو اعطا شد.

## برخی از آثار وی
- بازگشت به گذشته
- فضیلت در هنر
- زن برانگیخته
- اتحاد
- شوهر برانگیخته
- ارباب ترلوبی
- شوهر مغرور و زن زشتکار
- خانه ییلاقی